# El hombre de tu vida (serie de televisión de 2016)
El hombre de tu vida es una serie de televisión española cómica basada en la serie homónima argentina. Está producida por Televisión Española en colaboración con DLO Producciones para su emisión en La 1, y está protagonizada por José Mota, Malena Alterio, Norma Ruiz, Paco Tous e Íñigo Navares. Consta de una única temporada de 8 capítulos que se estrenó el 26 de mayo de 2016 y finalizó el 16 de junio de 2016.

## Reparto

### Reparto principal
- José Mota - Hugo Bermúdez
- Malena Alterio - Gloria Rubio
- Norma Ruiz - Silvia Domínguez
- Paco Tous - Padre Francisco
- Íñigo Navares - José María "Chema" Bermúdez Rubio[2]
- Luis Bermejo - Ramón Maldonado (Episodio 1 - Episodio 8)
- Marcos Ruiz - Juan (Episodio 1 - Episodio 8)

### Reparto episódico
- Juanjo Artero - Gonzalo Vidal (Episodio 2)
- Antonio Garrido - Agustín (Episodio 3)
- Marta Nieto - Luz (Episodio 4)
- Almudena Cid - Julia (Episodio 5)
- Joaquín Reyes - Raúl (Episodio 5)
- Carolina Cerezuela - Alejandra "Ale"  (Episodio 6)
- Nuria Roca - Luci  (Episodio 6)
- Santiago Segura - Darío Montalbán (Episodio 7)
- Eva Isanta - Julieta Martín (Episodio 7)
- Penélope Velasco -  Exmujer de Darío (Episodio 7)
- Marisa Jara - Sabrina (Episodio 8)

#### Con la colaboración especial de
- Macarena Gómez - Ana María Esteban (Episodio 1)
- Kira Miró - Susana (Episodio 2)
- Chiqui Fernández - Miriam (Episodio 2; Episodio 6; Episodio 8)
- Melani Olivares - Sofía (Episodio 3)
- Verónica Forqué - Pilar, madre de Silvia (Episodio 4; Episodio 6)
- Fran Perea - Manuel Quintana (Episodio 4)
- Jorge Sanz - Jaime (Episodio 4)
- Carlos Areces - Emilio Peláez (Episodio 5; 8)
- María Adánez - Paula Martínez (Episodio 8)

## Episodios y audiencias
| Temporada | Temporada | Episodios | Estreno            | Final               | Audiencia media | Audiencia media | Audiencia media |
| Temporada | Temporada | Episodios | Estreno            | Final               | Espectadores    | Cuota           |                 |
| --------- | --------- | --------- | ------------------ | ------------------- | --------------- | --------------- | --------------- |
|           | 1         | 8         | 26 de mayo de 2016 | 16 de junio de 2016 | 1 464 000       | 9,6%            |                 |

### Temporada única (2016)
| N.º (serie) | N.º (temp.) | Título                                | Director(es)      | Fecha de emisión    | Audiencia         |
| ----------- | ----------- | ------------------------------------- | ----------------- | ------------------- | ----------------- |
| 1           | 1           | «El amor en fuga»                     | José Ramos Paino  | 26 de mayo de 2016  | 2 210 000 (12,1%) |
| 2           | 2           | «Recursos»                            | José Ramos Paino  | 26 de mayo de 2016  | 2 266 000 (15,6%) |
| 3           | 3           | «Tener un padre»                      | Jacobo Martos     | 2 de junio de 2016  | 1 418 000 (7,8%)  |
| 4           | 4           | «Desafíos»                            | Jacobo Martos     | 2 de junio de 2016  | 1 374 000 (9,9%)  |
| 5           | 5           | «Amores perros»                       | Alberto Ruiz Rojo | 9 de junio de 2016  | 1 302 000 (7,4%)  |
| 6           | 6           | «Tengo algo muy importante que decir» | Alberto Ruíz Rojo | 16 de junio de 2016 | 1 388 000 (7,6%)  |
| 7           | 7           | «El chico de ayer»                    | José Ramos Paíno  | 16 de junio de 2016 | 1 133 000 (8,6%)  |
| 8           | 8           | «La boda de tu mejor amiga»           | José Ramos Paíno  | 16 de junio de 2016 | 619 000 (8,0%)    |